# Everyday I Love You Less and Less
«Everyday I Love You Less and Less» es una canción por Kaiser Chiefs, apareciendo como primera en su álbum de debut Employment. Fue lanzada como su tercer sencillo (sin contar relanzamientos) el 16 de mayo de 2005, con la discográfica B-Unique Records. Le ganó a la banda su segundo top 10 en el Reino Unido ese año, llegando al N.º 10. Fue escrita sobre Mandy, una mujer con la que Wilson solía trabajar cuando era camarero en un bar indie de Leeds llamado Milo.

## Lista de canciones
- 7"

1. «Everyday I Love You Less and Less»;
2. «The Letter Song».

- CD

1. «Everyday I Love You Less and Less»;
2. «Another Number» (versión de la canción de The Cribs).

- Maxi CD

1. «Everyday I Love You Less and Less»;
2. «Seventeen Cups»;
3. «Not Surprised»;
4. «Everyday I Love You Less and Less» (vídeo musical).

- Datos: Q1158880